# Poblat de Son Mateu
El poblat de Son Mateu és un jaciment arqueològic prehistòric situat a la possessió de Son Mateu, al municipi de Llucmajor, Mallorca. És un poblat de navetes i un talaiot de planta rectangular que conserva dues filades "in situ", amb una paret seca adossada. Es tracta d'un poblat molt arrasat, però es conserven un bon nombre de navetes la planta de les quals són males de definir per mor de la vegetació (ullastres), a més, les estructures es presenten molt esbaldregades impedint la seva correcta lectura. Tanmateix se'n poden reconèixer tres de navetes, una d'elles triple. Al nord-oest s'hi troba una altra naveta de la qual gairebé no guaiten més que cinc peces de l'absis.